# Gruppo Sportivo Asti Ma.Co.Bi. 1968-1969
Questa voce raccoglie le informazioni riguardanti il Gruppo Sportivo Asti Ma.Co.Bi. nelle competizioni ufficiali della stagione 1968-1969.

## Rosa
| N. |                   | Ruolo | Calciatore           |
| -- | ----------------- | ----- | -------------------- |
|    | Italia (bandiera) | A     | Giuliano Colombi     |
|    | Italia (bandiera) |       | Cassaghi             |
|    | Italia (bandiera) |       | De Grandi            |
|    | Italia (bandiera) | C     | Giovanni Demagistris |
|    | Italia (bandiera) | C     | Lucio Dorini         |
|    | Italia (bandiera) | A     | Mario Dubourgel      |
|    | Italia (bandiera) |       | Ghiaranda            |
|    | Italia (bandiera) | C     | Angelo Graneris      |
|    | Italia (bandiera) | A     | Giorgio Mantovani    |
|    | Italia (bandiera) |       | Marengo              |
|    | Italia (bandiera) | A     | Corrado Marmo        |
|    | Italia (bandiera) |       | Melegaro             |
|    | Italia (bandiera) | A     | Mario Moriggia       |
|    | Italia (bandiera) | P     | Antonio Odasso       |
|    | Italia (bandiera) | D     | Firmino Pederiva     |

| N. |                   | Ruolo | Calciatore         |
| -- | ----------------- | ----- | ------------------ |
|    | Italia (bandiera) | A     | Mario Pandolfi     |
|    | Italia (bandiera) |       | Parisio            |
|    | Italia (bandiera) | C     | Ernesto Pitton     |
|    | Italia (bandiera) | D     | Renato Rambaldelli |
|    | Italia (bandiera) | D     | Pier Luigi Repetto |
|    | Italia (bandiera) | C     | Carlo Ricchiardi   |
|    | Italia (bandiera) | P     | Roberto Riva       |
|    | Italia (bandiera) | D     | Giampaolo Testa    |
|    | Italia (bandiera) |       | Unere              |
|    | Italia (bandiera) |       | Vanniccola         |
|    | Italia (bandiera) | A     | Ottavio Venturello |
|    | Italia (bandiera) | A     | Franco Zanellato   |
|    | Italia (bandiera) | C     | Giuseppe Zanelli   |
|    | Italia (bandiera) |       | Maurizio Zanutto   |